# Поль (Луго)
Поль (гал. Pol, ісп. Pol) — муніципалітет в Іспанії, у складі автономної спільноти Галісія, у провінції Луго. Населення — 1865 осіб (2009).
Муніципалітет розташований на відстані близько 430 км на північний захід від Мадрида, 23 км на північний схід від Луго.
Муніципалітет складається з таких паррокій: Аркос-де-Фрадес, Караньйо, Карасо, Сіріо, Феррейрос, Фрайяльде, Гондель, Ермунде, Леа, Луасес, Мільєйрос, Мостейро, Поль, Сан-Мартін-де-Луа, Сан-Мартіньйо-де-Феррейрос, Сільва, Суегос, Торнейрос, Валонга.

## Демографія
Динаміка населення (INE ):

## Галерея зображень

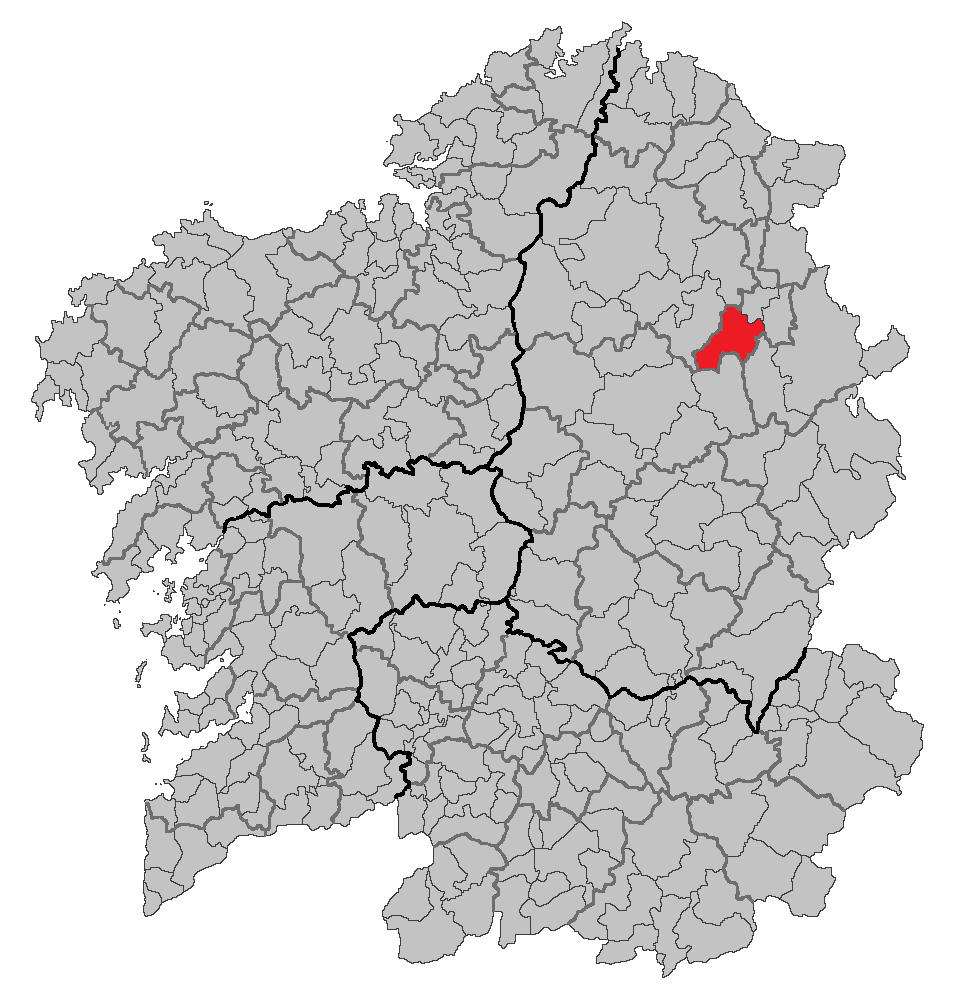
Розташування муніципалітету

## Парафії
Муніципалітет складається з таких парафій: 

## Релігія
Поль входить до складу Лугоської діоцезії Католицької церкви.